# Mbundu (H.20) jezici
Mbundu (H.20) jezici podskupina od (4) nigersko-kongoanska jezika iz Angole koja čini dio šire skupine centralnih bantu jezika u zoni H. Predstavnici su: 
- bolo ili haka [blv], 2.630 (2000);
- mbundu ili kimbundu [kmb], 3.000.000 (WA 1999);
- nsongo ili songo [nsx], 50.000 (1978 UBS);
- sama ili kissama [smd], 24.200 (2000).

## Vanjske poveznice
- Ethnologue (14th)
- Ethnologue (15th)